# 31557 Holleybakich
31557 Holleybakich è un asteroide della fascia principale. Scoperto nel 1999, presenta un'orbita caratterizzata da un semiasse maggiore pari a 2,7759344 UA e da un'eccentricità di 0,1472673, inclinata di 8,89673° rispetto all'eclittica.